# Mansão Bem Assombrada
Mansão Bem Assombrada é um especial de fim de ano de 2015 transmitido pelo SBT. Contou com Pedro Lemos, Lisandra Cortez, Danilo Gentili, Marlei Cevada, Nicholas Torres, Pedro Henrique, Graciely Junqueira, Jean Paulo Campos e Duda Matte nos papéis principais.

## Sinopse
A atração conta a história de Zepa (Pedro Lemos), um professor de arte, e Giovanna (Lisandra Cortez), que comandam um grupo de teatro em sua escola, a Trupe dos Seis, composta pelos alunos Tecão (Nicholas Torres), Gabi, Bruno (Pedro Henrique), Tati (Graciely Junqueira), Dudu (Jean Paulo Campos) e Michele (Duda Matte). O grupo irá se apresentar na festa de final de ano de sua escola, mas como não há local disponível para ensaiar, o professor decide conduzir os ensaios na velha mansão de Barão Alfredo (Arthur Kohl), seu avô. O que ele não sabe é que o lugar tem dois habitantes incomuns: um casal de fantasmas que agora poderá voltar a assustar e aprontar com pessoas.

## Elenco
| Atores            | Personagens   |
| ----------------- | ------------- |
| Pedro Lemos       | Zepa          |
| Lisandra Cortez   | Giovanna      |
| Danilo Gentili    | Bugabu        |
| Marlei Cevada     | Mumuca        |
| Jean Paulo Campos | Dudu          |
| Duda Matte        | Michele       |
| Arthur Kohl       | Barão Alfredo |

## Exibição
O especial foi ao ar numa terça-feira, 29 de dezembro, logo após o Programa do Ratinho.